# 2121 Sevastopol

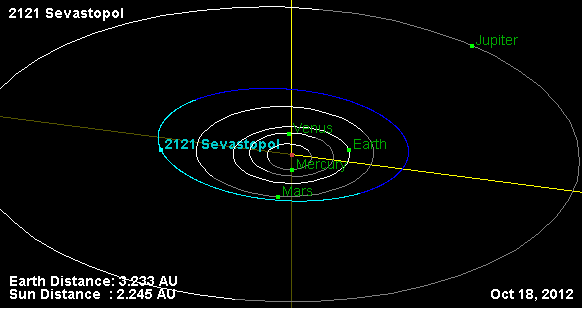
Orbita di Sevastopol 2121 attorno al Sole

2121 Sevastopol è un asteroide della fascia principale. Scoperto nel 1971, presenta un'orbita caratterizzata da un semiasse maggiore pari a 2,1834654 au e da un'eccentricità di 0,1785856, inclinata di 4,37835° rispetto all'eclittica.
L'asteroide è dedicato alla città di Sebastopoli.
Nel 2010 ne è stata ipotizzata la probabile natura binaria, senza tuttavia assegnare un nome pur provvisorio al satellite. Le due componenti del sistema, distanti tra loro 26 km, avrebbero dimensioni di circa 8,62 e 3,54 km. Il satellite orbiterebbe attorno al corpo principale in 1,546 giorni.